# Epakt
Epakt (av grekiska ἐπακταί, tillagda, nämligen ημέραι, dagar) är i kronologin det tal, som för varje år anger månens ålder den 1 januari, det vill säga det antal dagar, som denna dag förflutit efter senaste nymåne.